# Tadeusz Kaszubski

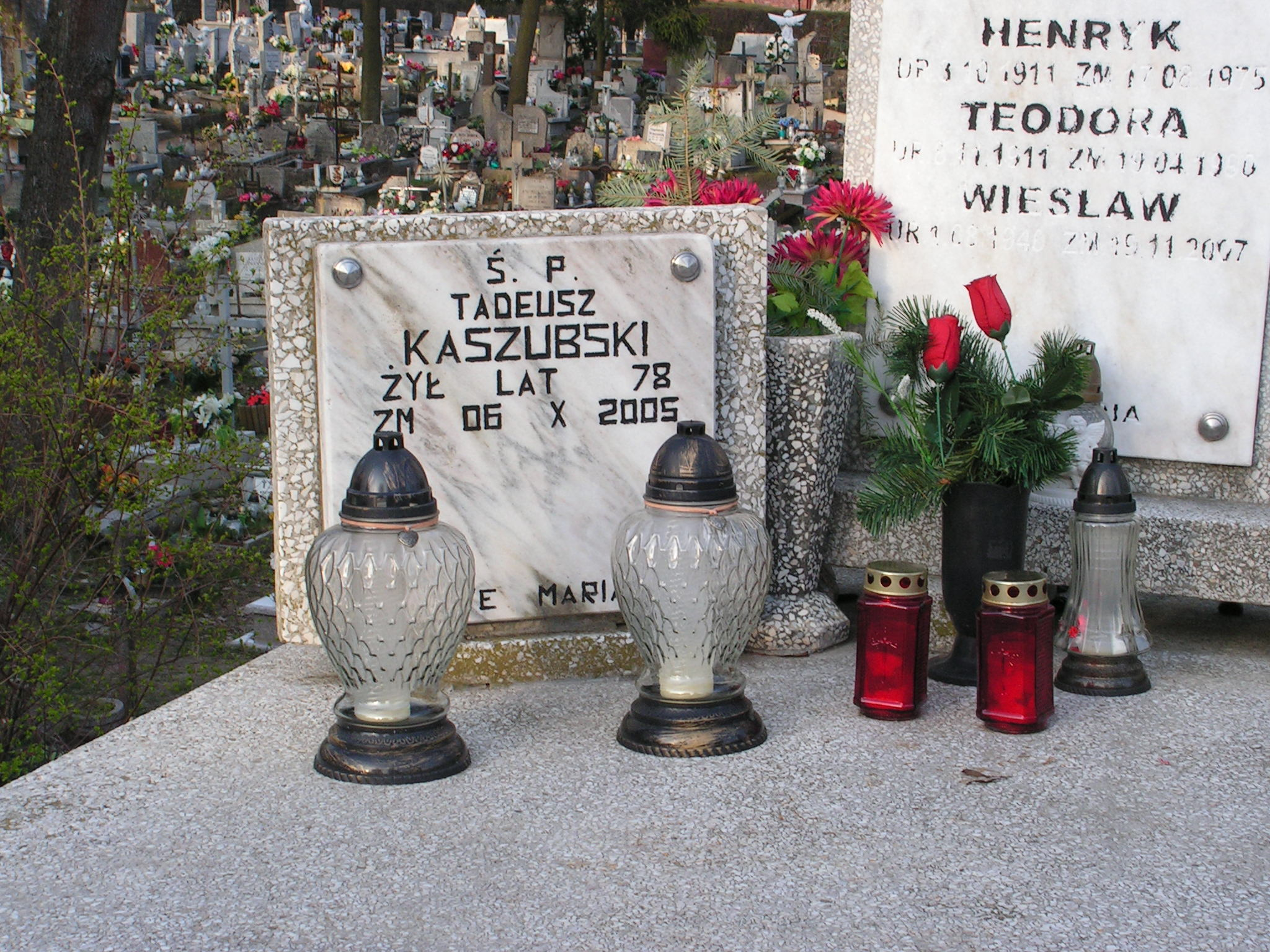
Tablica Tadeusza Kaszubskiego na rodzinnym grobowcu we Włocławku

Tadeusz Kaszubski (ur. 20 lipca 1927 we Włocławku, zm. 6 października 2005) – polski polityk, nauczyciel, rolnik i działacz związkowy, poseł na Sejm X kadencji.

## Życiorys
W latach 1950–1954 pracował w szkołach zawodowych w Rypinie, a następnie w Brodnicy. Był zatrudniony jako nauczyciel, a później kierownik warsztatów i dyrektor. Następnie przez dwa lata był pracownikiem Państwowego Ośrodka Maszynowego w Brodnicy, a następnie dyrektorem POM w Nieżychowicach. Od 1956 pełnił funkcję dyrektora szkoły zawodowej w Kołobrzegu. Od 1964 prowadził indywidualne gospodarstwo rolne we Włocławku i uczył w Zespole Szkół Mechanicznych w tym mieście.
W 1980 wstąpił do „Solidarności”, kierował nauczycielską sekcją związku we Włocławku, a w następnym roku objął przewodnictwo związku w regionie. W stanie wojennym został internowany na okres od 13 do 23 grudnia 1981. W 1982 został przeniesiony na wcześniejszą emeryturę. W 1984 utworzył samorząd rolniczy we Włocławku i został jego przewodniczącym, został działaczem Wojewódzkiej Spółdzielni Ogrodniczo-Pszczelarskiej we Włocławku, w której pełnił funkcję członka i przewodniczącego rady nadzorczej.
W latach 1989–1991 był posłem X kadencji wybranym z ramienia Komitetu Obywatelskiego. W trakcie kadencji razem z Romanem Bartoszcze przeszedł do Polskiego Stronnictwa Ludowego. Na koniec kadencji przewodniczył klubowi poselskiemu Polskiego Stronnictwa Ludowego (Mikołajczykowskiego). Od 1991 działał w Porozumieniu Ludowym i Akcji Wyborczej Solidarność. Kierował też wojewódzkimi strukturami Niezależnego Samorządnego Związku Zawodowego Rolników Indywidualnych „Solidarność”. W latach 90. prowadził prywatne przedsiębiorstwo.
W 1980 został odznaczony Złotym Krzyżem Zasługi.